# Eckerd Tennis Open 1983
L'Eckerd Tennis Open 1983 è stato un torneo di tennis giocato sul cemento. È stata l'11ª edizione del torneo, che fa parte del Virginia Slims World Championship Series 1983. Si è giocato a Tarpon Springs negli Stati Uniti, dal 10 al 17 ottobre 1983.

## Campionesse

### Singolare
Martina Navrátilová ha battuto in finale  Pam Shriver con il punteggio di 6–3, 6–2

### Doppio
Martina Navrátilová /  Pam Shriver hanno battuto in finale  Bonnie Gadusek /  Wendy White con il punteggio di 6–0, 6–1